# Charte de franchises
Une charte de franchises est un acte du pouvoir seigneurial établi durant la période médiévale dans lequel un seigneur concède aux habitants d'un bourg un ensemble de droits et de privilèges, dits parfois franchises. Le document se présente souvent sous la forme d'un parchemin. 
Le médiéviste Charles-Edmond Perrin, repris notamment par Ruth Mariotte-Löber, définit ainsi ce type de document : « Acte accordé par le pouvoir seigneurial à l'ensemble des sujets d'une seigneurie pour régler les relations du seigneur et de la communauté et garantir à celle-ci et à ses membres des droits biens définis ».

## Exemples
Une des plus anciennes est la charte-loi de Prisches établie en 1158 en Avesnois, qui servit de modèle pour une trentaine de seigneuries du Hainaut et du Vermandois.  
En Dauphiné, le chartiste Pierre Vaillant (1911-2005) recense, dans sa thèse, 549 chartes de franchises promulguées entre 1164 et 1355.
Dans le comté de Savoie, Ruth Mariotte-Löber relève, dans son étude, 214 actes antérieurs à 1343, qui concerne 67 bourgs. L'historienne indique que seuls la moitié ou les deux tiers de ces actes nous sont parvenus. Elle observe que les comtes de Savoie utilisaient les chartes de franchises dans les bourgs de leur domaine comme un mode de gestion stratégiques, parfois militaires, politiques ou économiques, toujours sans réclamations par les gens du peuple. Bénéficient de ces avantages, les villes qui sont situées sur les limites du domaine comtal, sur les axes majeurs reliant l'Europe du Nord à la péninsule italienne, passant notamment par le col du Mont-Cenis, qu'ils contrôlent,. Le bourg d'Aoste obtient sa Charte des franchises en 1191 par l'intermédiaire de Boniface, marquis de Montferrat, tuteur du comte Thomas Ier de Savoie. La plupart des bourgs du comté obtiennent la leur au cours des deux siècles suivants : Yenne (1215), Montmélian (1223 ou 1233), Flumet (1223 ou 1228), Chambéry (4 mars 1232), Évian (1264 ou 65), Thonon (1268), Seyssel (1283 ou 85), Bonneville (1283 ou 89), Annecy (1367), etc.